# Martyn Poliakoff
Sir Martyn Poliakoff (rođen 16. prosinca 1947.) je britanski kemičar koji radi na stjecanju uvida u temeljnu kemiju i na razvoju ekološki prihvatljivih procesa i materijala. Srž tema njegovog rada su superkritične tekućine, infracrvena spektroskopija i laseri. Profesor je za istraživanje kemije na Sveučilištu u Nottinghamu. Njegova skupina se sastoji od nekoliko članova osoblja, postdoktoratskih istraživača, postdiplomskih studenata i inozemnih posjetitelja. Pored provođenja istraživanja na Sveučilištu u Nottinghamu, on je i popularni predavač, predavajući nekoliko modula, uključujući zelenu kemiju na što se većina njegovog istraživanja odnosi. Također je poznat po sudjelovanju u online video seriji The Periodic Table of Videos.

## Obrazovanje
Poliakoff se obrazovao na fakultetu Westminister School i na King's Collegeu na Sveučilištu u Cambridgeu, gdje je diplomirao 1969., a doktorirao 1973. pod mentorstvom J. J. Turnera. Kao student na Cambridgeu, Poliakoff je upoznao i postao blizak prijatelj s Tonyjem Judtom, koji je kasnije postao poznati povjesničar i pisac.

## Karijera
1972. se Poliakoff premjestio na Sveučilište u Newcastleu na Tyneu i, uzevši smjer za zvanje predavača na Sveučilištu u Nottinghamu 1979., postao profesorom 1991. godine.

## Popularna znanost
Poliakoff je pripovjedač u većini od preko 500 kratkih videozapisa serijala zvanog The Periodic Table of Videos, projekt za populariziranje znanosti, čiji je producent Brady Haran, izvorno namijenjen da upozna javnost sa svih 118 elemenata periodnog sustava. Od tada, projekt se proširio na pokrivanje molekula; također postoji nekoliko posebnih videozapisa o ostalim temama kemije. U medije je dospjeo izračunavši da pehar Svjetskog prvenstva u nogometu ne može biti od čistog zlata, jer bi bio pretežak za igrače da ga dignu iznad ramena.

## Počasti i nagrade
Poliakoffu je dodijeljena Medalja i nagrada Meldola Kraljevskog društva za kemiju 1976. godine. Izabran je za Čovjeka Kraljevskog društva (FRS) 2002., Čovjeka Kraljevskog društva za kemiju (FRSC) također 2002., i Čovjeka Instituta kemijskih inženjera (FIChemE) 2004. godine. Služio je Vijeće IChemE-a između 2009. i 2013. godine. Poliakoff je imenovan Zapovjednikom Reda Britanskog Carstva (CBE) 2008. te je član Savjetodavnog vijeća Kampanje za znanost i inženjerstvo, britanske neprofitne organizacije, od 2008. godine. 2008. godine, izabran je za Počasnog člana Etiopskog društva kemičara te Stranog člana Ruske akademije znanosti 2011. godine. Preuzeo je poziciju tajnika vanjskih poslova i potpredsjednika Kraljevskog društva u studenom 2011. godine. 2011. mu je godine dodijeljena Nyholmova nagada za obrazovanje. 2012. godine, Poliakoff je izabran za Čovjeka Academia Europaeae, a 2013., Čovjeka suradnika TWAS-a, Svjetske akademije znanosti. Izabran je za Čovjeka suradnika Etiopske akademije znanosti 2014. godine. Poliakoff je proglašen vitezom 2015. za svoje pridonose kemiji.

## Osobni život
Poliakoff je rođen od engleske majke, Ine (née Montagu), i ruskog oca, Aleksandra Poliakova; oba roditelja su židovske vjeroispovijesti. Poliakoff ima kćer, Ellen Poliakoff, predavačica psihologije na Sveučilištu u Manchesteru; i sina, Simona Poliakoffa, nastavnika fizike. Njegov brat je scenarist i redatelj, Stephen Poliakoff. Martyn Poliakoff je bio doživotni prijatelj Tonyja Judta te je snimio hvalospjev Judtu 2010. godine.

## Vanjske poveznice
- Profil na Kraljevskom društvu
- Martynu Poliakoffu dodijeljene stipendije  Arhivirana inačica izvorne stranice od 15. srpnja 2012. (Wayback Machine) Istražnog vijeća za inženjerstvo i fizikalne znanosti Vlade Ujedinjenog Kraljevstva
- Martyn Poliakoff govori o serijalu "The Periodic Table of Videos"